# Koeru (obec)
Obec Koeru (estonsky Koeru vald) je bývalá samosprávná jednotka estonského kraje Järvamaa, zahrnující městečko Koeru a vesnice Abaja, Aruküla, Ervita, Jõeküla, Kalitsa, Kapu, Koidu, Ellavere, Kuusna, Laaneotsa, Liusvere, Merja, Norra, Preedi, Puhmu, Rõhu, Salutaguse, Santovi, Tammiku, Tudre, Udeva, Vahuküla, Valila, Vao, Visusti, Vuti a Väinjärve. V roce 2017 byla zrušena začleněním do nově ustanovené obce Järva. 